# Extensió de Galois
En matemàtiques, en àlgebra abstracta, una extensió de Galois és una extensió de cos algebraica {\displaystyle E/F} que és normal i separable; o de manera equivalent, {\displaystyle E/F} és algebraica i el camp fixat pel grup d'automorfismes {\displaystyle \operatorname {Aut} (E/F)} és precisament el cos base {\displaystyle F}.
La importància de ser una extensió de Galois és que l'extensió té un grup de Galois i obeeix al teorema fonamental de la teoria de Galois.
Un resultat de Emil Artin permet construir extensions de Galois de la següent manera: si {\displaystyle E} és un cos donat, i G és un grup finit d'automorfismes de {\displaystyle E} amb camp fix {\displaystyle F}, llavors {\displaystyle E/F} és una extensió de Galois.

## Caracterització de les extensions de Galois
Un teorema important d'Emil Artin afirma que per a una extensió finita {\displaystyle E/F,} cadascuna de les afirmacions següents és equivalent a l'enunciat que {\displaystyle E/F} és Galois:
- {\displaystyle E/F} és una extensió normal i una extensió separable.
- {\displaystyle E} és un cos de descomposició d'un polinomi separable amb coeficients en {\displaystyle F.}
- {\displaystyle |\!\operatorname {Aut} (E/F)|=[E:F],} és a dir, el nombre d'automorfismes és igual al grau de l'extensió.

Altres declaracions equivalents són:
- Tots els polinomis irreductibles a {\displaystyle F[x]} amb almenys una arrel a {\displaystyle E} es divideixen en {\displaystyle E} i són separables.
- {\displaystyle |\!\operatorname {Aut} (E/F)|\geq [E:F],} és a dir, el nombre d'automorfismes és almenys el grau d'extensió.
- {\displaystyle F} és el cos fix d'un subgrup de {\displaystyle \operatorname {Aut} (E).}
- {\displaystyle F} és el cos fix de {\displaystyle \operatorname {Aut} (E/F).}
- Hi ha un correspondència un a un entre subcossos de {\displaystyle E/F} i subgrups de {\displaystyle \operatorname {Aut} (E/F).}

## Exemples
Hi ha dues maneres bàsiques de construir exemples d'extensions de Galois.
- Agafeu qualsevol cos {\displaystyle E}, qualsevol subgrup de {\displaystyle \operatorname {Aut} (E)}, i deixeu que {\displaystyle F} sigui el cos fix.
- Agafeu qualsevol cos {\displaystyle F}, qualsevol polinomi separable a {\displaystyle F[x]}, i deixeu que {\displaystyle E} sigui el seu cos de descomposició.

Afegint al cos de nombres racionals l'arrel quadrada de 2 dona una extensió de Galois, mentre que afegintr l'arrel cúbica de 2 dona una extensió que no és Galois. Aquestes dues extensions són separables, perquè tenen característica zero. El primer d'ells és el cos de divisió de {\displaystyle x^{2}-2}; el segon té tancament normal que inclou el complex arrel cúbica d'unitat i, per tant, no és un cos de descomposició. De fet, no té cap automorfisme més que la identitat, perquè està contingut en els nombres reals i {\displaystyle x^{3}-2} només té una arrel real.
Per a exemples més detallats, vegeu el teorema fonamental de la teoria de Galois.
Una cloenda algebraica {\displaystyle {\bar {K}}} d'un cos arbitrari {\displaystyle K} és Galois sobre {\displaystyle K} si i només si {\displaystyle K} és un cos perfecte.